# Tanarthrus
Tanarthrus is een geslacht van kevers van de familie snoerhalskevers (Anthicidae).

## Soorten
- T. alutaceus (LeConte, 1851)
- T. andrewsi Chandler, 1984
- T. brevipennis Casey, 1895
- T. cochisus Chandler, 1975
- T. coruscus Chandler, 1975
- T. densus Casey, 1895
- T. eximius Chandler, 1975
- T. inhabilis Chandler, 1975
- T. inyo Wickham, 1906
- T. iselini Chandler, 1975
- T. nubifer Casey, 1895
- T. occidentalis Chandler, 1979
- T. ocruscus Chandler, 1975
- T. quitobaquito Chandler, 1975
- T. salicola LeConte, 1875
- T. salinus LeConte, 1851
- T. tartarus Chandler, 1975
- T. tricolor Casey, 1895
- T. vafer Chandler, 1975